# Выборы в Европейский парламент в Дании (2014)
Выборы в Европейский парламент в Дании прошли 25 мая 2014 года. На выборах избрана датская делегация, состоящая из 13 депутатов.
По сравнению с предыдущими европейскими выборами 2009 года в результате подписания Лиссабонского договора в декабре 2009 года делегация Дании не изменилась и сохранила 13 мест Европарламента.

## Итоги
- Народная партия 605,889 26,61 % 4 места
- Социал-демократы 435,245	19,12 % 3 места
- Венстре 379,840 16,68 % 2 места
- СНП 249,305 10,95 % 1 место
- Консерваторы 208,262 9,15 % 1 место
- Народное движение против ЕС 183,724 8,07 % 1 место
- Социал-либералы 148,949 6,54 % 1 место